# Collegio elettorale di Montechiaro di Brescia
Il collegio elettorale di Montechiaro di Brescia (o Montechiari di Brescia) è stato un collegio elettorale uninominale del Regno di Sardegna, uno dei 16 collegi della provincia di Brescia; comprendeva il solo territorio di Montechiaro. Fu istituito con la legge 20 novembre 1859, n. 3778.

## Dati elettorali
Nel collegio si svolsero votazioni solo per la VII legislatura. In seguito il territorio entrò a far parte del collegio di Castiglione delle Stiviere del Regno d'Italia.

### VII legislatura
Le votazioni si svolsero in 387 collegi uninominali a doppio turno. Come previsto dalla legge elettorale del 20 novembre 1859, era eletto al primo turno il candidato che «riunisce in suo favore più del terzo dei voti del total numero dei membri componenti il collegio e più della metà dei suffragi dati dai votanti presenti all'adunanza» (art. 91). Se nessun candidato era eletto, al ballottaggio tra i due candidati con più voti era eletto chi otteneva il maggior numero di voti (art. 92) o, in caso di ugual numero di voti, il maggiore d'età (art. 93).
| Partito                            | Partito                            | Candidato                          | Primo turno 25 marzo 1860 | Primo turno 25 marzo 1860 | Ballottaggio 29 marzo 1860 | Ballottaggio 29 marzo 1860 |
| Partito                            | Partito                            | Candidato                          | Voti                      | %                         | Voti                       | %                          |
| ---------------------------------- | ---------------------------------- | ---------------------------------- | ------------------------- | ------------------------- | -------------------------- | -------------------------- |
|                                    | —                                  | Angelo Mazzoldi                    | 151                       | 70,89                     | 177                        | 80,09                      |
|                                    | —                                  | Girolamo Monti                     | 62                        | 29,11                     | 44                         | 19,91                      |
|                                    |                                    |                                    |                           |                           |                            |                            |
| Iscritti                           | Iscritti                           | Iscritti                           | 502                       | 100,00                    | 502                        | 100,00                     |
| ↳ Votanti (% su iscritti)          | ↳ Votanti (% su iscritti)          | ↳ Votanti (% su iscritti)          | 496                       | 98,80                     | 496                        | 98,80                      |
| ↳ Voti validi (% su votanti)       | ↳ Voti validi (% su votanti)       | ↳ Voti validi (% su votanti)       | 213                       | 42,94                     | 221                        | 44,56                      |
| ↳ Schede non valide (% su votanti) | ↳ Schede non valide (% su votanti) | ↳ Schede non valide (% su votanti) | 283                       | 57,06                     | 275                        | 55,44                      |
| ↳ Astenuti (% su iscritti)         | ↳ Astenuti (% su iscritti)         | ↳ Astenuti (% su iscritti)         | 6                         | 1,20                      | 6                          | 1,20                       |

| Partito                            | Partito                            | Candidato                          | Primo turno 1º luglio 1860 | Primo turno 1º luglio 1860 | Ballottaggio 5 luglio 1860 | Ballottaggio 5 luglio 1860 |
| Partito                            | Partito                            | Candidato                          | Voti                       | %                          | Voti                       | %                          |
| ---------------------------------- | ---------------------------------- | ---------------------------------- | -------------------------- | -------------------------- | -------------------------- | -------------------------- |
|                                    | —                                  | Andrea Botturi                     | 74                         | 74,75                      | 68                         | 76,40                      |
|                                    | —                                  | Angelo Brofferio                   | 13                         | 13,13                      | 21                         | 23,60                      |
|                                    | —                                  | ... Fasoboli                       | 7                          | 7,07                       |                            |                            |
|                                    | —                                  | ... Monti                          | 5                          | 5,05                       |                            |                            |
|                                    |                                    |                                    |                            |                            |                            |                            |
| Iscritti                           | Iscritti                           | Iscritti                           | 496                        | 100,00                     | 496                        | 100,00                     |
| ↳ Votanti (% su iscritti)          | ↳ Votanti (% su iscritti)          | ↳ Votanti (% su iscritti)          | 115                        | 23,19                      | 94                         | 18,95                      |
| ↳ Voti validi (% su votanti)       | ↳ Voti validi (% su votanti)       | ↳ Voti validi (% su votanti)       | 99                         | 86,09                      | 89                         | 94,68                      |
| ↳ Schede non valide (% su votanti) | ↳ Schede non valide (% su votanti) | ↳ Schede non valide (% su votanti) | 16                         | 13,91                      | 5                          | 5,32                       |
| ↳ Astenuti (% su iscritti)         | ↳ Astenuti (% su iscritti)         | ↳ Astenuti (% su iscritti)         | 381                        | 76,81                      | 402                        | 81,05                      |

Il deputato Mazzoldi cessò dalla carica per nomina a professore di storia italiana nella R. Università di Torino il 21 maggio 1860 e il collegio fu riconvocato.